# Правосудько Ігор Миколайович
І́гор Микола́йович Правосу́дько (6 серпня 1981 — 2 серпня 2015) — молодший сержант Збройних сил України, учасник російсько-української війни.

## З життєпису
Народився 1981 року в селі Докучаєве Кіровоградської області. Батько, Микола Кузьмович, працював директором Докучаєвського сільського Будинку культури, мама Неля Іванівна — медсестрою лікарської амбулаторії. 1995 року прибув до 9-го класу Кіровоградської школи-інтернату. Після закінчення 1998 року 11 класів вступив до Кіровоградського державного педагогічного університету ім. В. Винниченка, мешкав у Кропивницькому.
Брав активну участь у подіях Революції Гідності. У вересні 2014-го добровольцем мобілізований до лав ЗСУ. Молодший сержант, військовослужбовець 2-го окремого мотопіхотного батальйону, командир відділення. Проходив службу в Бахмуті, Краматорську, Слов'янську.
2 серпня 2015-го повертаючись з бойових позицій у селищі Луганське, потрапив під мінометний вогонь противника та від отриманих поранень загинув. Батальйон «Горинь» того дня втратив 2 бійців, поранено 13, один зазнав контузії. Тоді ж загинув молодший сержант Сергій Пономаренко.
Днем раніше командир батальйону підполковник Олег Бондар видав наказ про присвоєння Ігореві Правосудьку військового звання сержанта.
6 серпня 2015-го похований у селі Докучаєве з військовими почестями.

## Нагороди та вшанування
За особисту мужність, сумлінне та бездоганне служіння Українському народові, зразкове виконання військового обов'язку відзначений — нагороджений
- орденом «За мужність» ІІІ ступеня (1.3.2016, посмертно)[1]
- відзнакою Кам'янської ОДА та обласної ради «За мужність і відвагу» (2015, посмертно)
- 6 травня 2016 року на фасаді школи-інтернату «Сокіл» відкрито пам'ятну дошку на честь Ігоря Правосудька та Олексія Погорілого.